# 단기 이양식 투표 제도

숫자 자서식 투표용지

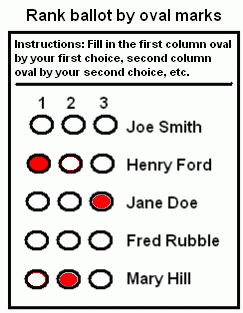
기표식 투표용지

단기 이양식 투표 제도(單記移讓式投票制度, 영어: single transferable vote, STV)는 유권자가 출마한 후보 전원에 대해 선호 순위를 매겨 투표하는 제도의 하나이다.

## 명칭

### 용어의 혼선
《단기 이양식 투표 제도》라는 용어와 《선호투표제》라는 용어 간 의미의 혼선이 있다. 일부 문헌들은 두 용어를 동의어로 취급한다. 반면 상당수 문헌들은 선호투표 방식이 소선거구처럼 1인의 당선자를 선출하는 경우에 사용되면 선호투표제라고 부르고, 중·대선거구처럼 2인 이상의 당선자를 선출하는 경우에 사용되면 단기 이양식 투표 제도라고 부른다.
한편 이 문서에서는 후자의 방식에 따라 기술하였다. 따라서 이하에서의 단기 이양식 투표 제도에 대한 설명은 중·대선거구처럼 2인 이상의 당선자를 선출하는 상황을 전제하고 있다. 반면 선호투표 방식이 소선거구처럼 1인의 당선자를 선출하는 경우에 사용될 때에 대해서는 선호투표제 문서에서 설명한다.
IDEA(International Institute for Democracy and Electoral Assistance) 등의 자료에서는 선호투표제는 유권자들이 투표하는 방식을 이르며, 단기 이양식 투표 제도는 선호투표제를 활용한 의석 배분 방식의 하나인 것으로 정리하고 있다. 즉, 투표시 유권자들이 후보들에 대한 선호 순위를 매겨 투표하는 선호투표제를 소선거구제와 결합시키는 것이 대안투표제, 혹은 즉석결선투표제이며 중·대선거구제와 결합시키는 것이 단기 이양식 투표 제도인 것이다. 이 문헌에서 선호투표제는 다수제의 한 종류이며 단기 이양식 투표 제도는 비례대표제의 한 종류인 것으로 나온다.

### 명칭에 담긴 뜻
단기 이양식 투표 제도에서 '단기'는 'single'의 번역으로 후보자들 중 1명을 선택해 투표한다는 뜻인데, 이는 (선호의 순위를 표시하지 않고) 여러 후보에게 기표하는 연기명 투표(連記名投票)와 개념상 구분하는 것이다. 단기 이양식 투표제도에서도 여러 후보에게 기표하는 것이 아닌가하고 오해할 수 있으나, 단기 이양식 투표제도는 후보자 1명을 선택해 기표하는 것이고, 다만 표 이양의 경우를 대비해 미리 차순위 선호(2순위 선호, 3순위 선호 등) 후보자를 적어두는 것 뿐이다.
한편 '이양'은 '선호이전'이라고 부르는 편이 대중들이 이해하기 쉽다는 의견이 있다.

## 역사
1821년 토마스 힐(Thomas Wright Hill)에 의해서 착상되었고, 1855년 칼 안드레(Carl Andræ)가 덴마크 의회선거를 위해 제안하여 1856년에 시행된 바 있다. 토마스 헤어가 1857년에 이 방식을 설명하고 제안하는 책을 출판한 이후, 주로 영어권 국가에서 활발하게 논의되고 시행되었다. 존 스튜어트 밀은 최고의 선거제도라고 칭찬했고, 월터 배저트(Walter Bagehot)는 군소후보의 당선가능성을 높이는 효과는 인정하면서도 바로 그 때문에 기득권 중심의 대의제가 너무 급하게 변할 것이라는 이유에서 반대하였다.

## 채택 국가
중앙 의회에서 이 방식을 채택한 경우는 아일랜드와 호주의 상원선거가 대표적이며, 몰타 의회 의원도 이 방식으로 선출된다. 그밖에 영국, 뉴질랜드, 미국 등의 일부 지방 선거에서 채택되어 시행된 사례가 있다.

## 방식
투표 방식
투표자는 투표용지에 각 후보자의 선호 순위를 표시한다. 예) 1순위: C, 2순위: A, 3순위: D, 4순위: B
입후보자 전원의 선호순위를 표시하는 것이 원칙적인 방식이나, 해당 선거구의 당선자 정원까지 순위를 표시하도록 하는 경우도 있다.
개표 방식(당선자 결정 방식)
1. 당선자로 결정되기 위해 필요한 최소한의 득표수(쿼터, quota)를 정한다.

2. 1순위 선호 표를 집계하여 쿼터 이상의 득표자를 당선자로 확정한다.

2-1. 2단계에서 쿼터 이상의 득표자가 없을 경우, 최저득표자를 탈락시키고, 최저득표자에게 투표한 사람들의 표를 그들의 2순위 선호 후보들에게 이양(분배)하여 합산한다. 그래도 쿼터 이상의 득표자가 나오지 않을 경우엔 또 다시 최저득표자를 탈락시키고 같은 과정을 반복한다. 쿼터 이상의 득표자가 나오면 그를 당선자로 확정하고 3단계로 넘어간다.

3. 당선자의 득표수에서 쿼터 수를 뺀 잉여표를 차순위 선호에 따라서 나머지 후보에게 이양하여 합산한다.. 그리하여 쿼터 이상의 득표한 자가 나오면 당선시킨다.

3-1. 만약 이양 후에도 쿼터에 도달한 후보가 없는 경우, 최하위 후보를 탈락시키고 그가 얻은 표를 각 표에 기입된 차순위 선호 후보에게 이양한다. 그리하여 쿼터에 도달한 후보가 나오면 그를 당선시킨다.

4. 해당 선거구의 당선 정원만큼 당선자가 결정되었으면 집계를 종료하고, 그렇지 않을 경우 3단계로 돌아간다.

## 장·단점
단기 이양식 투표 제도의 장단점은 여타의 중·대선거구제 선거 방식하고 비교할 때 명확히 드러날 수 있다. 
이를 위해 타 방식과의 차이를 간략히 설명하면 아래와 같다.
단기 이양식 투표 제도를 제외한 중·대선거구제에서의 선거 방식으로는 단기 비이양식 투표 제도에 의한 방법과 연기명 투표제도에 의한 방법이 있다. 
전자는 각각의 유권자는 1명의 후보자에게만 투표하고, 득표수 상위에서부터 해당 선거구 의석수만큼 당선자가 결정되는 방식이다.
후자는 투표자가 투표용지에 해당 선거구의 의석수만큼 후보를 선택하여 기입하는 방식인데, 선택된 후보들간 선호 순위나 나머지 후보들에 선호 순위는 기입하지 않는다.
반면 단기 이양식 투표 제도에서는 기본적으로 1명의 후보자에게 투표하되, 표 이양을 대비해 나머지 후보들에 대해서도 그 선호 순위를 표시해 둔다. 
그리고 해당 표가 불필요한 표(잉여표) 내지 사표가 되었을 시, 다른 후보에게 이전된다.
| - 위의 타 방식과의 비교에서도 뚜렷이 드러나듯이 단기 이양 투표 제도의 핵심은 당선에 필요한 득표수 이상을 획득한 경우 그 초과분을, 그리고 경우에 따라서는 최저득표자의 표를 투표자가 투표용지에 표시를 해 둔 차순위 후보자에게 이전한다는데 있다. - 즉 의석 산정에 기여하지 못한 표인 잉여표를 투표자가 표시한 선호도의 순으로 이양함으로써 타 방식에 비해 투표자의 선호를 보다 정확하게 그리고 많이 반영할 수 있다. - 즉 여타의 방식들은 당선에 기여한 표보다 무효표가 많을 수 있는 단점이 있는데, 이 제도는 그것도 단 한번의 투표만으로 그러한 단점을 없애거나 현저히 줄일 수 있다고 평가되고 있다. | - 여타의 중·대선거구제 선거방식에 비해 투표 및 개표 과정이 복잡한데다 많은 시간하고 비용이 든다. - 그리고 당선자 결정의 방식이 복잡하여 유권자들이 잦은 혼란을 겪게 되는데, 좋은 선거제도는 유권자가 쉽게 이해할 수 있어야 한다는 점을 생각해볼 때 이 역시 단점으로 지적된다. - 또한 많은 후보가 출마하는 경우 유권자들이 모든 후보들을 인지해 선호 순서를 정하는 것에 어려움이 있을 수 있다. - 특히 1~3순위에 비해 아래 순위일수록 유권자의 진지한 순위 선택을 기대하기 어려워 선택의 적실성과 당선자 선정의 민주적 정당성 문제가 발생할 수 있다. - 유권자들이 선호하고 상관없이 투표용지에 기재된 순서대로 선호표시를 한다든지, 선호 순위를 생략할 경우 무효표 다수 발생 등의 문제가 발생하기도 한다. - 이러한 단점을 보완하기 위해 선호 순위를 최대 3순위 까지만 표시하게 한다든지, 아일랜드라든가 몰타에서처럼 최소한 제1선호 후보에게만 표시하면 그 표는 유효표로 처리하는 등의 방법을 쓰기도 한다. |

## 같이 보기
- 선호투표제
- 단기 비이양식 투표 제도
- 결선투표제